# カメレオ
カメレオは、日本のヴィジュアル系バンド。。レコードレーベルはデンジャークルー・レコード。
2011年に結成し、2017年に解散。2023年に再結成。
ファンの呼称は、女性を「カメコ」男性を「カメオ」総称「カメコカメオ」と呼ぶ。

## メンバー

### 現在のメンバー
ボーカル：HIKARU.
2月11日生まれで、血液型はA型。
ダリ(ひかる) → 怨鬼(怨鬼 H) → カル・ヴァリ(シネマ) → カメレオ(HIKARU.)→L.A.LEMECCA
小学生の頃、ハイパーヨーヨーの日本チャンピオンになり、世界大会に出場した経歴を持つ。
小学3年でLUNA SEA、中学でPIERROTに影響を受けギターを始める。高校3年の3学期にヴィジュアル系バンドを結成し、KouichiとTakashiが在籍していたバンドと対バンで知り合った。
ギター： Takashi
9月17日生まれで、血液型はA型。
ARTS(タカシ) → カル・ヴァリ(Takashi) → カメレオ(TAKASHI)→ギルド(TAKASHI)
ドラムス：Takeshi
8月23日生まれで、血液型はO型。
duraluMin → カル・ヴァリ(サポート/タケシ) → N@H(サポート/Takeshi)、カメレオ→GTB

### 元メンバー
ギター：Daisuke
10月17日生まれで、血液型はO型。
ダリ(三咲)→ 怨鬼(彩鬼 M) → カル・ヴァリ(牡丹) → カメレオ(Daisuke)→大川原大輔
再結成には不参加。
ベース：Kouichi
カメレオのリーダー。7月1日生まれで、血液型はO型。
ARTS(コウイチ) → カル・ヴァリ(Ko-ich) → カメレオ(Kouichi)→WKWKPROJECT
2023年8月10日脱退。
影響を受けたアーティストはL'Arc〜en〜Cielのベーシストtetsuya。

## 概要
前身バンド「カル・ヴァリ」のメンバーがバンド名をリセットして結成。メンバーで話し合いの末、もう一度新しいバンドを始めようということになり、CD限定無料配布、デモンストレーションアルバム発売を経て、2012年1月から活動を開始した。音楽性はポップかつ攻撃的で、要所に毒を盛り込んだ楽曲が特徴である。
「カメレオ」というバンド名はカメレオンを捩った造語であり、変幻自在で何でもありなスタンス、かつ、楽しさとオリジナリティを貪欲に追求するスタイルを取っている。Kouichiは「王道よりも、周りと違う面白いことがやりたいっていう気持ちが強い」と発言しており、HIKARU.も「曲もヴィジュアル面も展開も色んなことで他のバンドがやってないことをやりたい」と発言している。

## 来歴
2011年10月、『試供品』と題したCDを各地のインディーズレコード店に配布する。その後、同年11月7日付でバンドの始動を発表し、11月16日にデモアルバム『試作品。』を発売した。
2012年1月10日、池袋で初ライブを行い、このライブをもって正式にバンドを始動。その後、6月22日に初のワンマンライブを行い、9月15日から9月29日にかけて初のワンマンツアーを開催。
2013年には初の六大都市ワンマンツアー「拡散希望!」、七大都市ワンマンツアー「カメ充（・ω＜）」を行い、シングルでは「サンドウィッチLOVE」、「ダメ男/ごめんなさい」、シドのカバーで「妄想日記」をリリース。また初となるフルアルバムで「なう！」、同年年末にはメンバー各自がボーカルを務めた曲を収録した「5/5」を発売。
2014年上半期では22か所23か所でライブを行う「会いに行くバンドマン」ツアー（ツアーファイナルはバンド史上最大キャパのZepp DiverCityで開催）を行った。下半期はアルバム「ハイカラ」を引っ提げての「ハイカメさんが通る」ツアーを開催した。シングルは「♪ラララ♪/時給\850」、「お化け」をリリースし、これまでの最高順位記録を大きく更新。
2015年年明けに5人がそれぞれボーカルを務めた曲のみをまとめたヴィジュアル系では異色のボーカル曲ベスト盤「5BEST」をリリース。また同月、3周年記念に第一弾では初ライブの会場となった池袋Black Hole、第二弾・第三弾は渋谷公会堂でのワンマン及び他のバンドを呼んだイベントライブの2デイズを開催。なお、ワンマンの日に4月からバンド初にして最大規模の47都道府県48公演のワンマンツアー「会いに行くバンドマン2015」を発表。
同年4月1日リリースのシングル「デビルくん」がオリコン週間シングルチャートで20週にわたるロングセールスを記録。
2017年2月13日に、同年6月を以て解散する事を発表した。理由について、未来へのヴィジョンがメンバー間で少しずつ変わってきたためと説明している。伴って、予定されていた「カメレオ ワンマンツアー2017 LIFE LINE ~あなたの○○浄化します!!~」は、ツアー名を「カメレオ ラストワンマンツアー2017「WE ARE KAMELEO‼︎」」に変更して行われ、2017年6月17日に行われた「LAST LIVE WE ARE KAMELEO!!」を最後に、5年半の活動に終止符を打った。
2023年5月23日、1日限定復活ライブを開催。

## ディスコグラフィー

### シングル
| 枚   | 発売日         | タイトル                  | 規格品番                  | 規格品番            | 最高位 |
| 枚   | 発売日         | タイトル                  | 初回限定盤                | 通常盤              | 最高位 |
| ---- | -------------- | ------------------------- | ------------------------- | ------------------- | ------ |
| 1st  | 2012年3月14日  | 捏造ピエロ                | KAR-0002                  | KAR-0003            | 109位  |
| 2nd  | 2012年9月5日   | 検索結果0                 | DCCL-53/4                 | DCCL-55             | 69位   |
| 3rd  | 2012年12月12日 | 始まりの歌                |                           | DCCL-66/7           | 27位   |
| 4th  | 2013年3月6日   | サンドウィッチLOVE        |                           | DCCL-71/2 DCCL-73/4 | 31位   |
| 5th  | 2013年9月4日   | ダメ男 / ごめんなさいっ！ | DCCL-100/1 DCCL-102/3     | DCCL-104            | 22位   |
| 6th  | 2013年12月11日 | 妄想日記                  | DCCL-120-121              | DCCL-122            | 38位   |
| 7th  | 2014年4月2日   | ♪ラララ♪ / 時給¥850       | DCCL-139-140 DCCL-141-142 | DCCL-143            | 9位    |
| 8th  | 2014年7月23日  | お化け                    | DCCL-147-148 DCCL-149-150 | DCCL-151            | 12位   |
| 9th  | 2015年4月1日   | デビルくん                | DCCL-183-184              | DCCL-185            | 15位   |
| 10th | 2015年12月2日  | パリピポ                  | DCCSG-003                 | DCCSG-004           | 20位   |
| 11th | 2016年8月24日  | 運命開華ディスコ          | DCCSG-009                 | DCCSG-010           | 47位   |
| 12th | 2017年3月22日  | 生きづLIFE!!              | DCCSG-11                  | DCCSG-12            | 14位   |

### アルバム

#### ミニアルバム
| 枚  | 発売日         | タイトル       | 規格品番                                        | 備考                                                                                  |
| --- | -------------- | -------------- | ----------------------------------------------- | ------------------------------------------------------------------------------------- |
| 1st | 2012年6月13日  | 新宿           | DCCL-38/9（初回生産限定盤） DCCL-40（通常盤）   | オリコンチャート初登場93位獲得。                                                      |
| 2nd | 2012年7月11日  | 試作品。       | KAR-0004                                        | デモアルバムの復刻盤                                                                  |
| 3rd | 2013年12月11日 | 5/5            | DCCL-126-127（通常盤）                          | メンバーそれぞれがメインボーカルを務めた楽曲を収録。 オリコンチャート初登場97位獲得。 |
| 4th | 2016年4月6日   | KAMENICATION！ | DCCSG-007（初回生産限定盤） DCCSG-008（通常盤） | オリコン週間チャート17位獲得                                                          |

#### フルアルバム
| 枚  | 発売日         | タイトル | 規格品番                                           | 備考                                                                               |
| --- | -------------- | -------- | -------------------------------------------------- | ---------------------------------------------------------------------------------- |
| 1st | 2013年5月8日   | なう！   | DCCL-86（初回生産限定盤） DCCL-88（通常盤）        | オリコンチャート初登場14位獲得。                                                   |
| 2nd | 2014年10月15日 | ハイカラ | DCCL-164（初回生産限定盤） DCCL-166（通常盤）      | オリコンチャート初登場11位獲得。                                                   |
| 3rd | 2015年1月7日   | 5BEST    | DCCL-170〜171（初回生産限定盤） DCCL-172（通常盤） | メンバー5人によるボーカル曲のみを集めたベスト盤。 オリコンチャート初登場30位獲得。 |

### その他
- 試作品。（2011年11月16日リリース、デモアルバム）
- 愛と憎しみは紙一重（2012年1月10日リリース、ライブ会場限定シングル）

## 参加作品
- CRUSH!3 -90's V-Rock best hit cover LOVE songs-（2012年6月27日発売）
  - シャ乱Qの「ズルい女」をカバー[24]。